# Abraham Jackson
Abraham Jackson (ur. 12 lutego 1972) – liberyjski piłkarz grający na pozycji bramkarza. W swojej karierze występował w reprezentacji Liberii.

## Kariera klubowa
W swojej karierze Jackson grał między innymi we francuskich amatorskich klubach, takich jak: FAIRM Île-Rousse Monticello i US Feurs.

## Kariera reprezentacyjna
W 2002 roku Jackson został powołany do reprezentacji Liberii na Puchar Narodów Afryki 2002. Był na nim rezerwowym bramkarzem dla Louisa Craytona i nie rozegrał żadnego spotkania.